# Waterpomptang

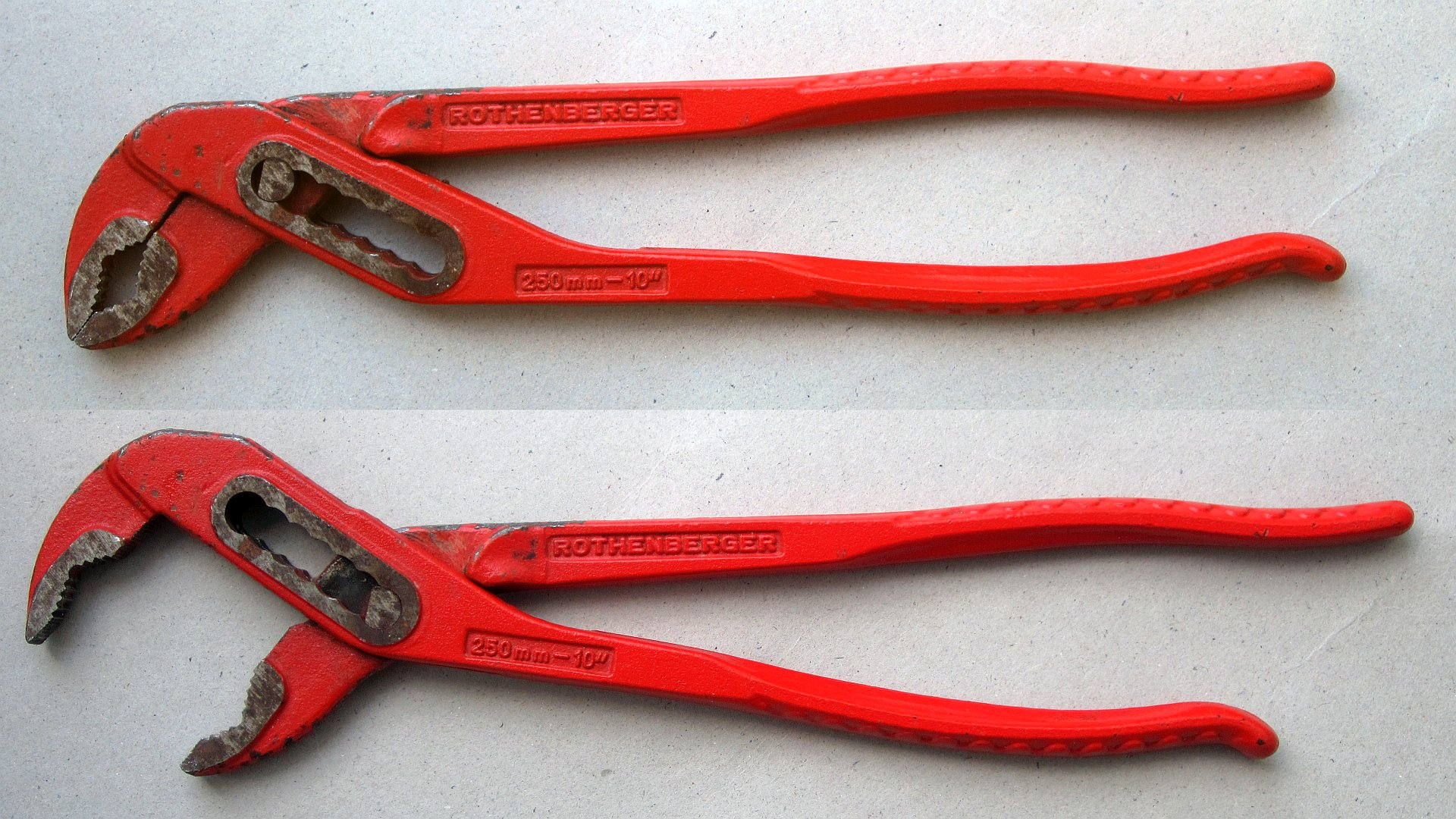
Waterpomptang

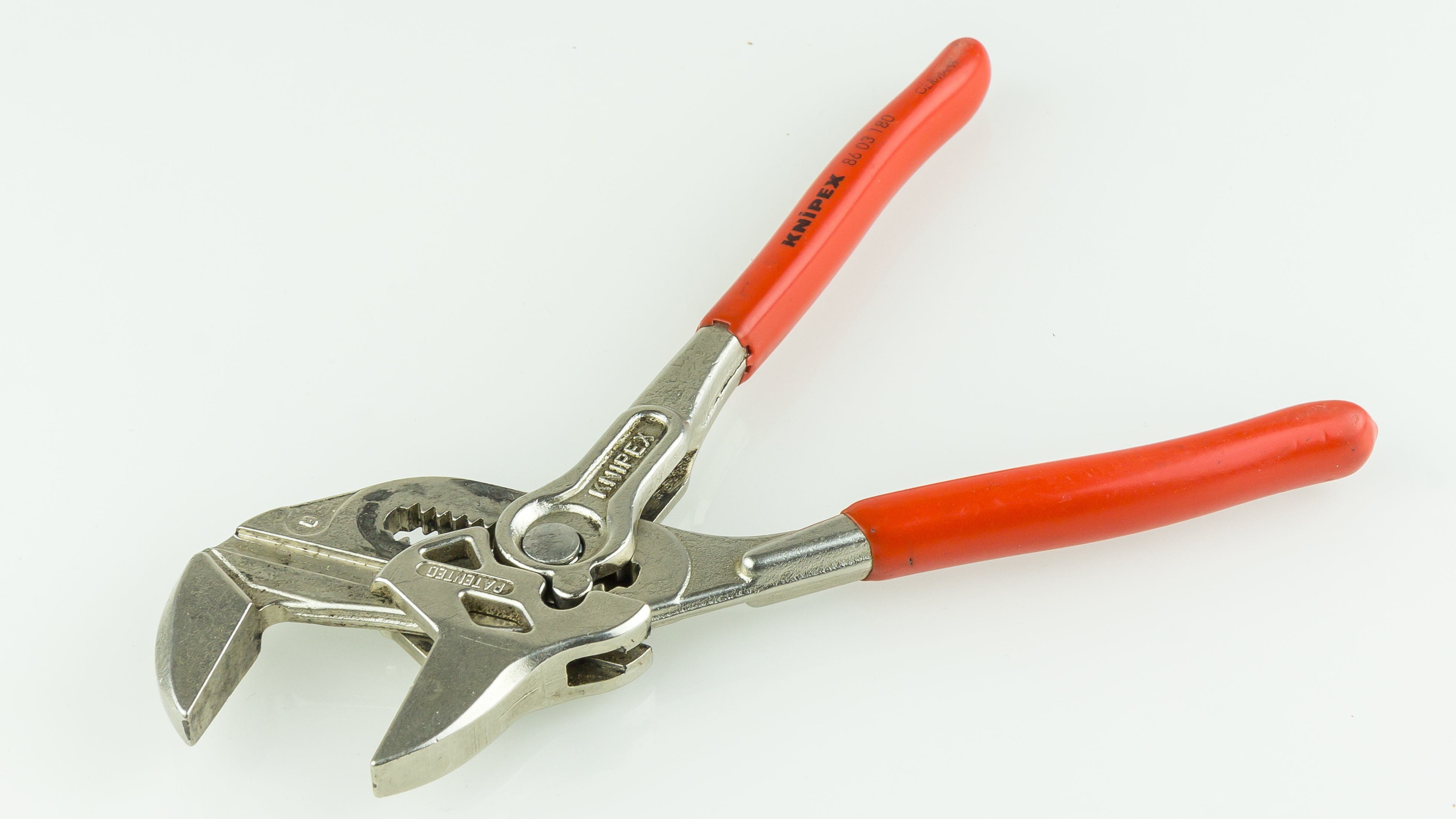
Sleuteltang

Een waterpomptang is van oorsprong een stuk loodgietersgereedschap, wat uit de naam blijkt. Desondanks behoort hij ook tot de standaarduitrusting van veel andere vaklieden. Dat heeft te maken met zijn veelzijdigheid en de grote krachten die ermee kunnen worden uitgeoefend, gebaseerd op het hefboomprincipe.
Een kwalitatief goede tang is gemaakt van chroomvanadiumstaal.
De bekken van deze tang zijn licht getand om de grip te verbeteren, met in het midden een ronde of driehoekige uitsparing om rond of hoekig materiaal, zoals staf, buis of vierkante moerkoppen, stevig vast te grijpen. Het scharnier aan het eerste been is verstelbaar over een sleuf in het tweede been, zodat de tang een ruim bereik heeft. 
Het gegrepen materiaal raakt gemakkelijk beschadigd door het onregelmatige grijpvlak en de hoge druk die wordt uitgeoefend. Als dat niet gewenst is, moet het materiaal beschermd worden met plakband of een oude doek. Het is niet aan te bevelen de tang te gebruiken op zeskantige moeren en bouten, omdat die daardoor beschadigd kunnen worden. Een afgeleid soort tang is ontwikkeld om zulke beschadigingen te voorkomen: de sleuteltang met vlakke bekken die parallel blijven.